# Lei Feng
Lei Feng (in vereenvoudigde Chinese karakters: 雷锋) (Changsha, 18 december 1940 - Fushun, 15 augustus 1962) was naar verluidt een soldaat van het Volksbevrijdingsleger in de Volksrepubliek China. Na zijn dood werd Lei afgeschilderd als een onzelfzuchtige en bescheiden persoon die toegewijd was aan de Communistische Partij van China, partijvoorzitter Mao Zedong en de bevolking van China. In 1963 werd hij het onderwerp van een landelijke, postume propagandacampagne die gevoerd werd onder de slogan "Leer van kameraad Lei Feng" (向雷锋同志学习). Lei werd afgeschilderd als een modelburger en de massa's werden aangemoedigd om zijn onbaatzuchtigheid, bescheidenheid en toewijding aan Mao na te bootsen. Na de dood van Mao bleef Lei Feng een cultureel icoon voor ernst en dienstbaarheid. Zijn naam werd deel van het dagelijks taalgebruik en zijn beeltenis verscheen op T-shirts en memorabilia.
De afbeeldingen van het leven van Lei Feng zijn vrijwel zeker gefabriceerd door de Communistische Partij en daarom vormt hij voor delen van de Chinese bevolking een doelwit van spot en een bron van cynisme.

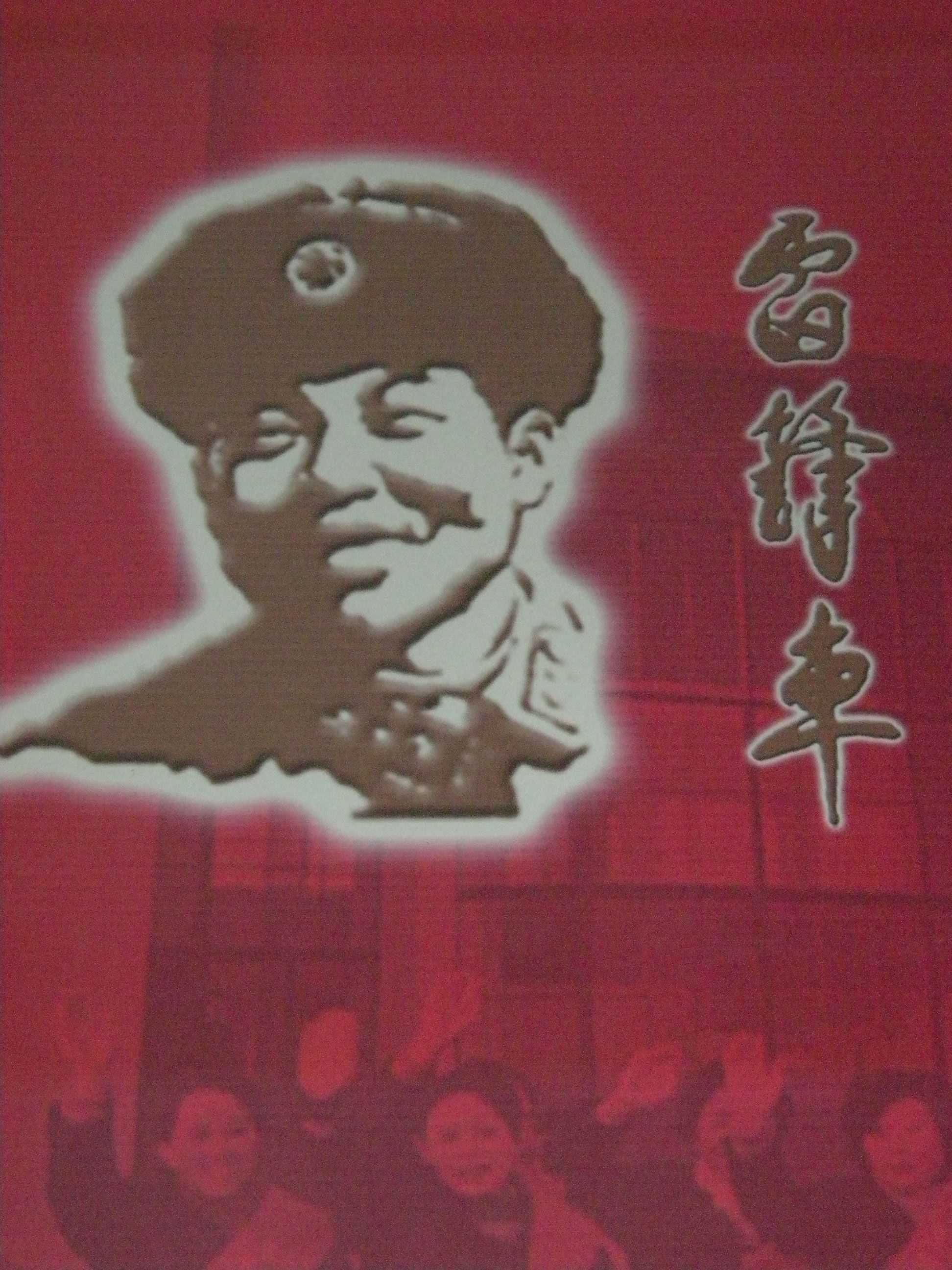
Lei Feng poster

## Leven
De officiële versie van Lei Feng's levensloop luidt als volgt: Lei Feng werd geboren in Wangcheng, in de buurt van de postuum naar hem genoemde stad Leifeng, in Changsha, in de provincie Hunan. Hij werd op jonge leeftijd wees en groeide op onder de vleugels van de Communistische Partij. Hij werd als jongere lid van het communistische jeugdkorps en sloot zich op twintigjarige leeftijd aan bij een transporteenheid van het Volksbevrijdingsleger. Volgens zijn officiële biografie overleed Lei in 1962 op eenentwintigjarige leeftijd, toen hij een achteruitrijdende legervrachtwagen aanwijzingen aan het geven was en deze een telefoonpaal raakte die vervolgens op hem neerkwam.

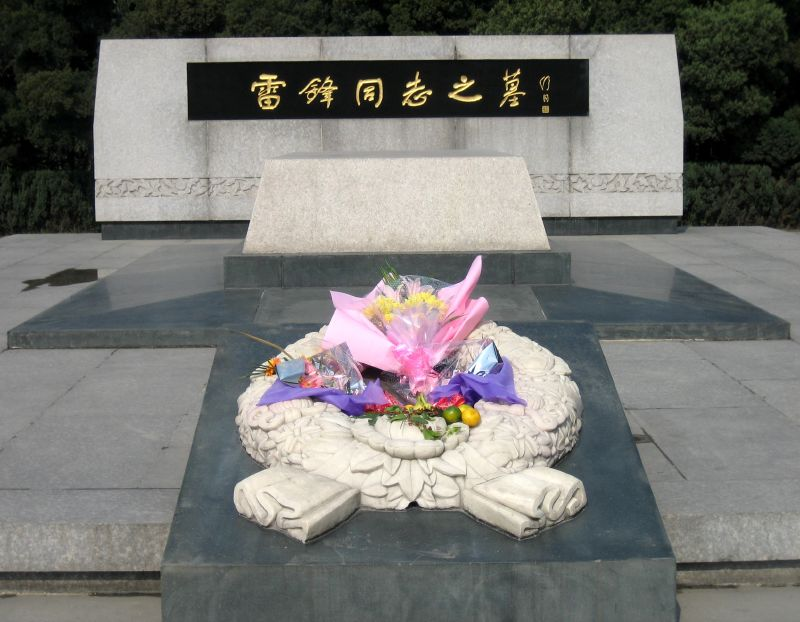
Lei Feng's graf

## Lei Feng als propaganda-instrument
Lei Feng werd enkel algemeen bekend nadat hij volgens de officiële versie was overleden. In 1963 stelde de communistische leider Lin Biao Lei Fengs dagboek voor het eerst voor aan het Chinese volk en lanceerde hij de eerste van de talrijke "Leer van Lei Feng"-propagandacampagnes. In het dagboek, dat ongetwijfeld door partijpropagandisten geschreven was, legt Lei getuigenis af van zijn bewondering voor Mao Zedong, zijn onbaatzuchtige daden en zijn wens om de revolutionaire geest aan te wakkeren. Het dagboek bevat ongeveer 200.000 woorden die Leis onbaatzuchtige gedachten beschrijven en uitdrukking geven aan zijn enthousiasme voor Mao en de inspirerende rol van de partij in zijn leven. Veel westerse geleerden zijn van mening dat het dagboek werd vervalst door partijpropagandisten onder leiding van Lin Biao.
De eerste Lei Fengcampagne begon op een moment dat de Chinese economie herstelde van de Grote Sprong Voorwaarts-campagne waarin het imago van Mao aanzienlijk prestigeverlies geleden had. Vanaf 1964 verschoof het accent van de Lei Fengcampagne geleidelijk van het aansporen tot goede daden tot een cultus van Mao.

## Lei Feng als icoon
De Chinese leiders prezen en prijzen Lei Feng als de verpersoonlijking van altruïsme. Partijleiders zoals Deng Xiaoping, Zhou Enlai en Jiang Zemin hebben over Lei Feng geschreven. De Chinese media en het cultuurapparaat van de Chinese eenpartijstaat reproduceren en versterken nog altijd zijn culturele betekenis met inbegrip van het benadrukken van het belang van het morele karakter tijdens het tijdperk van Mao. Alhoewel Lei Fengs prominente plek in schoolboeken sindsdien is afgenomen, blijft hij deel uitmaken van het nationale curriculum. De term "活雷锋" (hetgeen letterlijk 'levende Lei Feng' betekent) is uitgegroeid tot een zelfstandig naamwoord (of een bijvoeglijk naamwoord) dat gebruikt wordt voor iemand die gezien worden als onbaatzuchtig of bereid om uit de weg te gaan om anderen te helpen.

## Lei Feng als beroemdheid
Het beeld van Lei Feng als een beroemd soldaat zoals geschapen door de Communistische Partij van China is uniek voor de Volksrepubliek China en verschilt van het meer typische militaire heldenbeeld dat nationale regeringen gewoonlijk in oorlogstijd als rolmodel wensen voor te houden. Lei Feng is in de Volksrepubliek China een belangrijk onderdeel van de voortdurende openbare verheerlijking van soldaten als rolmodellen voor de maatschappij. Dit gaat terug op de belangrijke rol die het Volksbevrijdingsleger speelt als ultieme steunpilaar voor het communistische regime.

## Culturele betekenis
Lei Feng is een icoon dat blijft resoneren in China. 5 maart is tot de officiële "Leer van Lei Feng Dag" ((zh) ) uitgeroepen. Op deze dag vinden verschillende gemeenschaps- en schoolactiviteiten plaats zoals het schoonmaken van parken, scholen en andere openbare plekken. De plaatselijke nieuwsmedia berichten gewoonlijk over deze activiteiten.

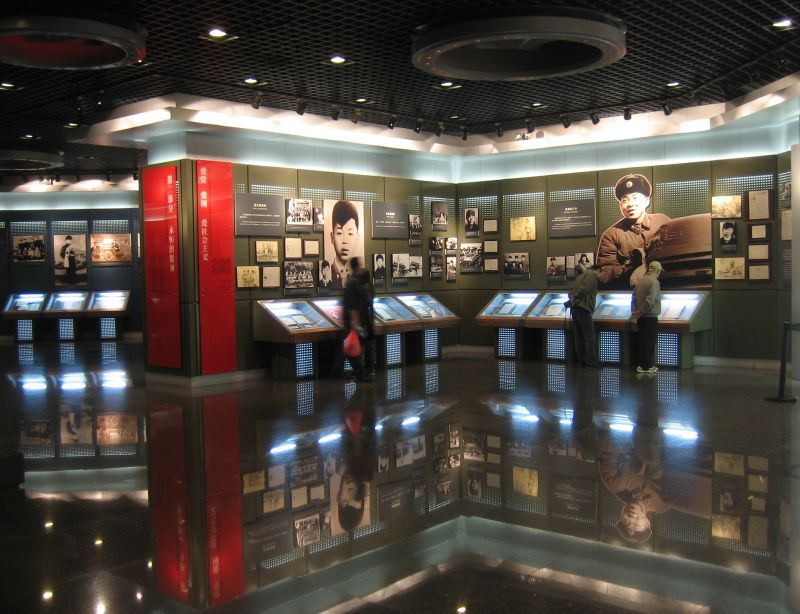
In het Lei Feng Museum

Lei Feng wordt vooral vereerd in de stad Changsha in de provincie Hunan en in de stad Fushun in de provincie Liaoning. Er is een Lei Feng Memorial Hall in zijn geboorteplaats die nu naar hem hernoemd is tot Leifeng). Een Lei Feng standbeeld bevindt zich in Changsha en het plaatselijke ziekenhuis draagt er zijn naam. Er is ook een Lei Feng Memorial Hall met een museum in Fushun. Lei Fengs militaire eenheid zou in Fushun gevestigd zijn en daar zou hij ook gestorven zijn. Zijn graf bevindt zich op het herdenkingsterrein. Om Lei Feng te eren heeft de stad Fushun verschillende monumenten naar hem genoemd. Zo is er onder meer een Lei Feng Weg, een Lei Feng Lagere School, een Lei Feng Middelbare School en een Lei Feng-bankkantoor.
Er wordt nog steeds naar Lei Fengs verhaal gerefereerd in de populaire Chinese cultuur. Een populair liedje van de zanger Xue Cun (雪村) uit de noordoostelijk provincie Jilin heet "De mensen van het noordoosten van China zijn allemaal levende Lei Fengs" (东北人都是活雷锋; Dongbei Ren Dou Shi Huo Lei Feng) In maart 2006 bracht een Chinese organisatie een videospel uit onder de titel Leer van Lei Feng Online. In het spel moet de speler goede daden doen, spionnen bestrijden en delen van de collectie van Mao Zedongs werken verzamelen. Een speler die wint mag in het spel voorzitter Mao ontmoeten.

## Opmerkingen
1. ↑  De Chinese karakters 学习 betekenen letterlijk vertaald "leren" of "studeren", maar gezien de context, betekenen ze hier eerder zoiets als "volgen". Daarom is de slogan 向雷锋同志学习 ook te vertalen als "Volg het voorbeeld van kameraad Lei Feng.""
2. ↑  Yan Yunxiang:THE INDIVIDUAL AND TRANSFORMATION OF BRIDEWEALTH IN RURAL NORTH CHINA. Department of Anthropology, University of California.
3. 1 2 3 4 5  John Fraser, "The Chinese: portrait of a people", (William Collins & Sons, 1980) | quote: "Lei Feng is an invention of the propaganda department. Perhaps there was someone once, even with the same name, who actually existed and did good deeds...But the Lei Feng all Chinese people know stretches credulity to special dimensions."
4. 1 2 3 4  Nicholas John Cull et al, "Propaganda and mass persuasion: a historical encyclopedia," (ABC-CLIO, 2003), ISBN 1576078205. | quote: "Lei Feng, a soldier whose diary was alleged to have been found posthumously, was touted by the party as a model citizen; his diary—almost certainly concocted by party propagandists—is filled with praise of Mao and accounts of Lei Feng's efforts to inspire revolutionary zeal among his comrades"
5. ↑  Fraser, p 100. | Quote: "Lei Feng...is also a laughingstock among many Chinese youths, for the simplest of reasons:he never existed, at least not in the form served up by the Party"
6. ↑  Chinese Treasure Spirit of Lei Feng
7. 1 2 3  Tanner, Harold Miles. China: A History. Indianapolis, Indiana: Hackett Publishing Company. 2009. ISBN 978-0-87220-915-2. p.522. Retrieved 13 December 2011.
8. ↑  Mao's personality cult: Radio Free Europe, 1964
9. ↑  Spence, Jonathan D. The Search for Modern China, New York: W.W. Norton and Company, 1999. ISBN 0-393-97351-4. p.566
10. ↑  Military Celebrity in China
11. ↑  Sontag, Susan (2001). On Photography. Picador, "The Image World", 175. ISBN 978-0312420093.
12. ↑  Ian Johnson, Learning How to Argue: An Interview with Ran Yunfei, New York Review of Books, 2 March 2012.
13. ↑  Joel Martinson: Lei Feng heritage for the whole world
14. ↑  Lusby gives "Dongbei Ren Dang Huo Lei Feng", which would almost certainly transliterate to 東北人当活雷锋. As of September 2007, this had two Google hits compared to 128,000 for 東北人都是活雷鋒.
15. ↑  Xinhua: Lei Feng becomes online game hero. Gearchiveerd op 17 april 2017.

- Bibsys: 15007153
- Gemeinsame Normdatei: 119100428
- International Standard Name Identifier: 0000 0000 6318 1268
- Library of Congress Control Number: n82067583
- Nationale Bibliotheek van Tsjechië: jx20130129002
- Nationale bibliotheek van Australië: 36611485
- Nationale Bibliotheek van Israël: 987007277979005171
- Nationale en Universitaire bibliotheek Zagreb: 000656912
- Nederlandse Thesaurus van Auteursnamen: 140283331
- Système universitaire de documentation: 199771766
- Trove: 1327877
- Virtual International Authority File: 32799257
- WorldCat: E39PBJk94VKwXcbhGgR7yBxMT3

## Verder lezen
- Edwards, L. (2010) ‘Military Celebrity in China. The Evolution of Heroic and Model Servicemen' in Jeffreys, Elaine & Edwards, Louise (red.), Celebrity in China, Hong Kong University Press, Hong Kong pp. 21–44. ISBN 9622090885